# Palatul Dogilor văzut dinspre San Giorgio Maggiore (pictură de Claude Monet)
Palatul Dogilor văzut dinspre San Giorgio Maggiore este o pictură în ulei pe pânză realizată în 1908 de pictorul francez Claude Monet. În prezent se află în colecția Metropolitan Museum of Art din New York. Această pictură, catalogată W1755, este una dintre cele șase versiuni ale acestei scene pictate de Monet în 1908. Alte versiuni sunt deținute de Kunsthaus Zürich și de Muzeul Solomon R. Guggenheim.

## Istoria timpurie și creația
Monet a creat această lucrare în timpul vizitei sale la Veneția la sfârșitul anului 1908. S-a întors acasă în Franța cu multe picturi incomplete și a avut nevoie de câțiva ani pentru a pregăti 29 de lucrări pentru expoziție. În 1912 a susținut un spectacol apreciat Claude Monet Venise la galeria Bernheim-Jeune din Paris.
Șase dintre aceste picturi au fost create pentru a surprinde diferitele efecte de lumină create pe parcursul zilei. Monet făcea adesea mai multe copii ale aceleiași opere de artă; acest proces este mai bine cunoscut sub numele de pictură în serie. Picturile sale din serie au apărut în cariera sa timpurie, când el și alți impresioniști au devenit interesați de pictura în aer liber și au fost inspirați de efectele schimbării luminii.
Palatul Dogilor a fost realizat mai târziu în carieră, după ce și-a stabilit deja stilul artistic, cu toate acestea, această lucrare este considerată mai puțin reușită din cauza puținului timp petrecut la Veneția și de faptul că a trebuit să termine seria din memorie mai târziu la Paris.